# Stenoxylita trialbofasciata
Stenoxylita trialbofasciata is een keversoort uit de familie zwamspartelkevers (Melandryidae). De wetenschappelijke naam van de soort werd in 1956 gepubliceerd door Hayashi & Kojima.